# Atletica leggera ai XVII Giochi paralimpici estivi - Lancio del disco maschile
Ai XVII Giochi paralimpici estivi le competizioni del lancio del disco maschile si sono svolte tra il 1º e il 6 settembre 2024 presso lo Stade de France di Parigi.

## Risultati
Di seguito sono riportati i podi di tutte le gare del lancio del disco maschile per ogni classe di competizione. Maggiori dettagli sulle singole gare si trovano nelle pagine dedicate.

### F52
| 1º | 2º    | 3º    | 4º    | 5º    | 6º    |
| x  | 25,48 | 25,80 | 27,06 | 22,10 | 24,10 |

| 1º    | 2º    | 3º | 4º    | 5º    | 6º |
| 20,21 | 19,49 | x  | 20,62 | 20,38 | x  |

| 1º    | 2º    | 3º    | 4º | 5º    | 6º    |
| 18,73 | 17,76 | 19,48 | x  | 18,04 | 15,76 |